# Salerno, ora X
Salerno, ora X (A Walk in the Sun) è un film del 1945 diretto da Lewis Milestone e tratto da un romanzo di Harry Brown.
Il film in uno stile realistico e antieroico rappresenta le vicende belliche di un plotone di soldati americani che dopo lo sbarco a Salerno avanza nell'interno per adempiere alla propria missione di attaccare una casa colonica tenuta dai tedeschi.
Il titolo originale A Walk in the Sun ("Una passeggiata al sole") si riferisce al modo in cui era stata definita la campagna militare in Italia da parte degli alleati nel corso della seconda guerra mondiale.
A Walk in the Sun è inoltre il titolo della ballata che fa da colonna sonora al film.
Nel 2016 venne scelto per la conservazione nel National Film Registry della Biblioteca del Congresso negli Stati Uniti.

## Trama
Un gruppo di soldati americani sbarca nottetempo in Campania durante la seconda guerra mondiale. La situazione è incerta: si sentono esplosioni lontane ed intermittenti, e quando albeggia isolati aerei tedeschi si alternano, provenienti dal nulla, a velivoli alleati nei cieli sopra la spiaggia. Il manipolo prosegue verso l'interno attraverso prati e boscaglie disabitati, incontrando dapprima due soldati italiani sbandati, poi un carro armato tedesco che riescono a far esplodere. Man mano che l'avanzata prosegue diversi degli americani muoiono in scaramucce col nemico, sempre scarsamente visibile, o, feriti, vengono lasciati sul posto in attesa di essere raccolti da eventuali ed improbabili rinforzi, mentre ciascun soldato si interroga sul senso della guerra e della vita, o semplicemente vagheggia con la mente. A mezzogiorno, dopo diversi chilometri di marcia, i superstiti riescono ad impadronirsi – non senza subire ulteriori perdite - di una fattoria presidiata dai nazisti.

## Riconoscimenti
Nel 1946 il National Board of Review of Motion Pictures l'ha inserito nella lista dei migliori dieci film dell'anno.